# Nationalliga B (Eishockey) 1954/55
Die Saison 1954/55 war die achte reguläre Austragung der Nationalliga B, der zweithöchsten Schweizer Spielklasse im Eishockey. Der Zweitligameister HC La Chaux-de-Fonds qualifizierte sich für die NLA-Relegation, in der er sich durchsetzen konnte und den Aufstieg erreichte. 

## Modus
Die Liga wurde in drei Gruppen aufgeteilt. Die jeweiligen Gruppensieger qualifizierten sich für die Finalrunde. Der Erstplatzierte der Finalrunde wurde Zweitligameister und qualifizierte sich für die NLA-Relegation. Für einen Sieg erhielt jede Mannschaft zwei Punkte, bei einem Unentschieden einen Punkt. Bei einer Niederlage erhielt man keine Punkte.

## Hauptrunde

### Gruppe I
| Pl. | Team       |
| --- | ---------- |
| 1.  | EHC Kloten |

### Gruppe II
| Pl. | Team                 | Sp. | S | U | N | Tore   | Pkt. |
| --- | -------------------- | --- | - | - | - | ------ | ---- |
| 1.  | HC La Chaux-de-Fonds | 8   | 8 | 0 | 0 | 95:33  | 16   |
| 2.  | EHC Basel            | 8   | 5 | 1 | 2 | 56:46  | 11   |
| 3.  | Lausanne HC          | 8   | 3 | 0 | 5 | 77:80  | 6    |
| 4.  | EHC Visp             | 8   | 2 | 2 | 4 | 35:42  | 6    |
| 5.  | EHC Grindelwald      | 8   | 0 | 1 | 7 | 49:111 | 1    |

### Gruppe III
| Pl. | Team              |
| --- | ----------------- |
| 1.  | Fribourg-Gottéron |
| 2.  | HC Montana        |
| 3.  | SC Langnau        |
| 4.  | Rot-Blau Bern     |
| 5.  | HC Gstaad         |

## Finalrunde
| Pl. | Team                 | Pkt. |
| --- | -------------------- | ---- |
| 1.  | HC La Chaux-de-Fonds | 4    |
| 2.  | Fribourg-Gottéron    | 2    |
| 3.  | EHC Kloten           | 0    |